# Michael Mutzel
Michael Mutzel (* 27. September 1979 in Memmingen) ist ein ehemaliger deutscher Fußballspieler und heutiger Funktionär. Er ist seit Juni 2023 Sport-Geschäftsführer von Arminia Bielefeld.

## Karriere als Spieler
1999 nahm Mutzel, zusammen mit seinem späteren Vereinskollegen Christian Timm, an der Junioren-Weltmeisterschaft teil.
In seiner Jugendzeit spielte Mutzel für den FC Augsburg, den FC Memmingen, die TSG Thannhausen und den SV Greimeltshofen. Ab 2004 spielte er für den Karlsruher SC; zuvor hatte er beim VfB Stuttgart und Eintracht Frankfurt unter Vertrag gestanden. Der defensive Mittelfeldspieler konnte sich erst bei seiner dritten Station als Bundesligaprofi in der Stammelf des KSC etablieren und verlängerte seinen 2009 auslaufenden Vertrag vorzeitig bis zum 30. Juni 2011. Danach wurde sein Vertrag nicht mehr verlängert. Mit dem KSC war Mutzel 2007 in die Bundesliga auf- und 2009 wieder abgestiegen.
Mutzel unterschrieb im Januar 2012 nach einem halben Jahr Pause bei der U23 des VfL Wolfsburg. Dort erhielt er einen Vertrag bis zum 30. Juni 2014. Am 22. März 2012 wurde der Vertrag zwischen Mutzel und dem VfL Wolfsburg aus persönlichen Gründen aufgelöst.

## Karriere als Funktionär
Im Juli 2012 unterschrieb er einen Vertrag als Jugendtrainer und Jugendkoordinator bei der TSG 1899 Hoffenheim. Vom 1. Dezember 2014 bis 31. Dezember 2015 war er der „Direktor Profifußball“ bei der SpVgg Greuther Fürth. Ab Februar 2016 leitete er den Bereich Scouting bei der TSG 1899 Hoffenheim.
Zum 1. April 2019 wurde Mutzel unter dem Sportvorstand Ralf Becker Sportdirektor beim Hamburger SV. Dort war er für die Bereiche Bundesliga, Nachwuchs und Scouting zuständig. Am Ende der Saison 2018/19 scheiterte auf dem 4. Platz der direkte Wiederaufstieg in die Bundesliga. Seit Ende Mai 2019 arbeitete Mutzel unter Beckers Nachfolger Jonas Boldt. Ende Dezember 2020 wurde Mutzels Vertrag bis 2023 verlängert. Unter der sportlichen Leitung von Boldt und Mutzel scheiterte der HSV auch in den Spielzeiten 2019/20 (4.), 2020/21 (4.) und 2021/22 (3.) am Aufstieg. Anfang Juni 2022 wurde er von Boldt zum Kaderplaner degradiert, durfte aber seinen Jobtitel behalten. Laut Boldt sei Mutzel seinem Führungsauftrag nicht nachgekommen. Da auch das Verhältnis zur Mannschaft und Trainerstab gestört gewesen sei, wurde ihm der direkte Kontakt untersagt. Mitte Juli 2022 versuchte der Verein ihn kurz vor dem Start der neuen Saison freizustellen, was nach Klage Mutzels vor Gericht für nichtig erklärt wurde. Verein und Manager einigten sich später außergerichtlich.
Anfang Juni 2023 wurde Mutzel Sport-Geschäftsführer bei Arminia Bielefeld, das kurz zuvor in die 3. Liga abgestiegen war. Mutzel entschied kurze Zeit später, den auslaufenden Vertrag des Cheftrainers Uwe Koschinat nicht zu verlängern. Als Nachfolger verpflichtete er Michél Kniat vom Ligakonkurrenten SC Verl.

## Erfolge
- Aufstieg in die Bundesliga als Meister der 2. Bundesliga: 2007